# Râul Silvaș, Strei
Râul Silvaș sau Râul Slivuț este un curs de apă, afluent al râului Strei. 